# Miednice ogólnie ścieśnione
Miednice ogólnie ścieśnione (łac. pelves aequabiliter iustio minor) – najczęściej występujące typy miednic spośród wszystkich nieprawidłowych.
Od prawidłowych miednic różnią się zmniejszeniem wszystkich wymiarów. Kość krzyżowa jest mniejsza, występuje podłużne zakrzywienie i oś miednicy jest mniej zgięta.
We wszystkich wymienionych niżej typach miednic można łatwo wybadać wzgórek kości krzyżowej i kresę łukowatą, natomiast czworobok Michaelisa jest zawężony. Dolny i górny kąt jest prosty.

## Typy miednic
Można rozróżnić cztery typy miednic ścieśnionych:
- Miednica ogólnie równomiernie ścieśniona – miednica o wszystkich wymiarach zmniejszonych o 1–2 cm. Kości są cieńsze niż w miednicach prawidłowych. Kość krzyżowa jest bardziej płaska, odchylona ku tułowiowi, węższa niż w prawidłowej, łuk łonowy jest zwężony, kształt wchodu okrągły;
- Miednica dziecięca – powstaje wskutek zahamowania ogólnego rozwoju. Występuje często u kobiet o wysokim wzroście; miednica jest głęboka, talerze kości biodrowej uniesione ku górze, guzy kulszowe blisko siebie, płaszczyzna wychodu zwężona, kość krzyżowa płaska;
- Miednica męska – posiada kości grube; spotyka się ją u kobiet o męskim typie budowy; kąt łonowy jest ostry, ramiona zstępujące kości łonowych proste, kość krzyżowa wąska i długa;
- Miednica karlicza – budowa jej jest zależna od poszczególnych odmian karłowatości:
  - karłowatość chondrodystroficzna – charakteryzuje się zatrzymaniem wzrostu kości, zwłaszcza długich. Spowodowana stanem zapalnym nasad kości;
  - karłowatość prawdziwa – powstaje w wyniku zatrzymania wzrostu we wczesnym dzieciństwie; budowa ciała jest proporcjonalna. Przyczyną jest przebyta krzywica, która spowodowała niedojście do zmian zniekształcających;
  - karłowatość na tle niedorozwoju gruczołu tarczowego – prowadzi do zahamowania wzrostu kośćca;
  - karłowatość krzywicza – cechuje się licznymi zniekształceniami kości miednicy i kręgosłupa;
  - karłowatość hipoplastyczna – powstaje na tle zatrzymania rozwoju całego kośćca.